# Itálie na Zimních olympijských hrách 1980
Itálii na Zimních olympijských hrách 1980 v Lake Placid reprezentovalo 46 sportovců, z toho 34 mužů a 12 žen. Nejmladším účastníkem byla rychlobruslařka Marzia Perettiová (14 let, 241 dní), nejstarším pak bobista Giuseppe Soravia (32 let, 24 dní). Reprezentanti vybojovali 2 stříbrné medaile.

## Medailisté
| Medaile | Jméno                         | Sport | Disciplína       |
| ------- | ----------------------------- | ----- | ---------------- |
| Stříbro | Paul Hildgartner              | Saně  | jednotlivci muži |
| Stříbro | Peter Gschnitzer Karl Brunner | Saně  | dvojice muži     |